# Multiplaza Panamericana
Es un complejo comercial propiedad de Grupo Roble ubicado en la ciudad de Antiguo Cuscatlán en El Salvador. Se compone de un centro comercial y una torre de apartamentos de lujo llamada Torre El Pedregal que mide 110.3 metros y posee 28 niveles, convirtiéndola en la segunda torre más alta del país. Además, el proyecto incluye otra torre de apartamentos, una torre de oficinas y un hotel 5 estrellas, que se construirán posteriormente según aumente la demanda.

## Centro Comercial
Cuenta con más de 250 establecimientos comerciales, food court, centro financiero, supermercado y un complejo de 8 salas de cine digital de Cinépolis. Algunas de sus tiendas son: Nike, Adidas, Mango, Sears, Starbucks, The Coffee Cup, Lacoste, Benetton, Guess, Pierre Cardin, Gucci, Kenneth Cole,  Aldo, Náutica, Armani Exchange, Victoria's Secret, Lee Shoes, Hush Puppies, Crocs, Forever 21, Rolex, Apple Store, La Senza, entre muchas otras. Y los restaurantes Pizza Hut, McDonald's, Buffalo Wings, Sushi itto, Crepe Lovers, Gourmet Burger Company, Caminitos Chocos, Red Mango, entre otros.

## Las Terrazas
Es una zona del centro comercial en donde se ubican restaurantes y bares entre los que se mencionan: Jaleo, LongHorn, Ruby Tuesday, SOHO Japanese Fusion, Flying Wings, Cold Stone, Starbucks, LacaLaca, GBC (Gourmet Burger Company), El Greco, Suchi Itto, Caminitos Chocos, Red Mango, Beto's, La Pizzería, Acapela, y Scenarium. Un ambiente único, para disfrutar con amigos y toda la familia

## Remodelación y ampliación
A finales del año 2012, el centro comercial pasó por una etapa de remodelación con cambios como el traslado del centro financiero al área de la plaza de los cafés, nueva iluminación con tecnología ahorradora de energía, cambio de pisos, instalación de barandales de vidrio, mejora en el sistema de seguridad (cámaras y sensores) y la instalación de dos gradas eléctricas adicionales. También se construyeron dos nuevos edificios de dos niveles.